# 부드바
부드바(몬테네그로어: Budva / Будва, 이탈리아어: Budua 부두아[*], 그리스어: Βοδοα 보도아[*])는 아드리아해 연안에 위치한 몬테네그로의 도시이다. 2,500년이 넘는 역사를 갖고 있으며 아드리아 해 연안에 위치한 도시 가운데 오랜 역사를 자랑하는 도시 가운데 하나이기도 하다. 지방 자치체는 인근에 위치한 도시인 페트로바츠나모루(Petrovac), 베치치(Bečići)를 포함한다.

## 역사
그리스 신화에서 테베를 건설한 카드모스에 의해 형성되었다는 전설이 전한다. 기원전 4세기부터는 고대 그리스의 식민 도시로 건설되었다. 6세기부터는 비잔티움 제국의 지배를 받았다. 15세기부터 18세기까지는 베네치아 공화국의 지배를 받았다.
1797년부터는 오스트리아 합스부르크 군주국의 지배를 받았지만 나폴레옹 전쟁이 진행 중이던 1807년부터 1813년까지는 프랑스의 지배를 받았다. 1813년부터는 오스트리아 제국의 지배를 받았고 1918년 제1차 세계 대전의 종전과 함께 오스트리아-헝가리 제국이 해체되면서 유고슬라비아 왕국에 편입되었다.
제2차 세계 대전이 진행 중이던 1941년에는 이탈리아 왕국에 편입되었다가 1944년 11월 22일에 유고슬라비아 사회주의 연방공화국의 구성국 가운데 하나였던 몬테네그로 사회주의 공화국에 편입되었다. 1979년 4월 15일에 일어난 지진으로 인해 도시의 대부분이 파괴되었지만 나중에 재건되었다.

## 관광
부드바의 주요 명소로는 아드리아 해 남부 연안에 위치한 부드반스카 리비예라(Budvanska Rivijera) 해안, 부드바 구 시가지가 있다. 부드바 인근에는 스베티스테판 섬이 위치한다. 고고학자들의 연구에 따르면 부드바 구 시가지는 고대 그리스 시대에 아드리아 해의 식민 도시 건설이 진행되면서 형성되었고 고대 로마 시대에 완성되었다고 한다. 부드바 구 시가지에 남아 있는 대부분의 건축물들은 베네치아 공화국 시대에 건립된 것이다.
바위가 많은 반도에 위치한 구 시가지는 베네치아 공화국 시대에 건립된 건축물로 유명한 곳이다. 도시 남단에는 중세 시대부터 재건되어 오스트리아-헝가리 제국 시대에 완성된 요새가 남아 있다. 요새 북쪽에는 대규모 광장이 있는데 성모 마리아 교회(840년 건립), 성 이반 교회(17세기 건립), 성 삼위일체 교회(1804년 건립) 등이 남아 있다.

## 자매 도시
- 세르비아 노비사드
- 슬로바키아 반스카비스트리차
- 크로아티아 마카르스카
- 북마케도니아 오흐리드
- 이탈리아 산레모